# جائزة إسبانيا الكبرى للدراجات النارية 2003
جائزة إسبانيا الكبرى للدراجات النارية 2003 هو سباق دراجات نارية أقيم بتاريخ 11 مايو 2003 في حلبة خيريز، شريش. كان الجولة الثالثة من أصل 16 في سباق الجائزة الكبرى للدراجات النارية موسم 2003. فاز الإيطالي فالنتينو روسي بفئة الموتو جي بي بينما جاء الإيطالي ماكس بياجي في المركز الثاني وحصل على المركز الثالث الأسترالي تروي بايليس.

## وصلات خارجية
- الموقع الرسمي